# Constantijn V van Constantinopel

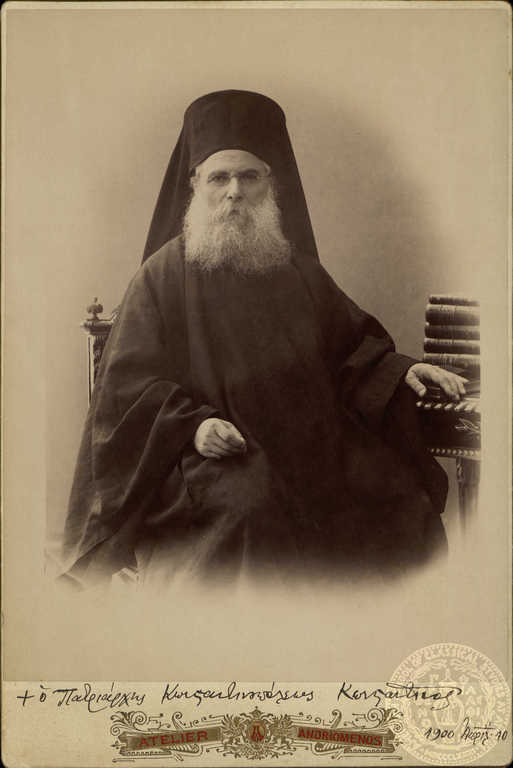
Constantijn V van Constantinopel

Constantijn V (Grieks: Κωνσταντίνος Ε΄) (Vessa (Chios) 1833 - Heybeliada, 27 februari 1914) was van 14 april 1887 tot 9 april 1901 patriarch van Constantinopel.
Hij werd geboren als Konstantinos Valiadis (Grieks: Κωνσταντίνος Βαλιάδης) in het dorp Vessa op het eiland Chios. Zijn vader was priester en leraar, van hem leerde hij zijn eerste brieven schrijven. Na het beëindigen van de school op zijn eiland ging hij naar de Theologische school van Heybeliada, waar hij in 1857 afstudeerde. Hij studeerde vervolgens aan de Universiteit van Athene en verbleef daarna voor postdoctorale studies in Straatsburg, Heidelberg en Zwitserland. In 1872 werd hij secretaris van de Heilige Synode. In 1874 ontving Constantijn V de priesterwijding en in 1876 werd hij tot metropoliet van Mytilini gekozen en tot bisschop gewijd. Hij verbleef daar tot 1893, toen hij werd overgeplaatst naar Efeze. In april 1897, na het aftreden van Anthimus VII van Constantinopel, werd hij gekozen tot Oecumenisch Patriarch. Hij was vooral geïnteresseerd in prediking en kerkelijke Byzantijnse muziek. Hij behandelde het probleem van de onderbreking van de betrekkingen met het Grieks-orthodox patriarchaat van Antiochië en zocht contact met de Anglicaanse kerk. Tijdens zijn patriarchaat werden alle bisdommen van Macedonië gepromoveerd tot metropool. 

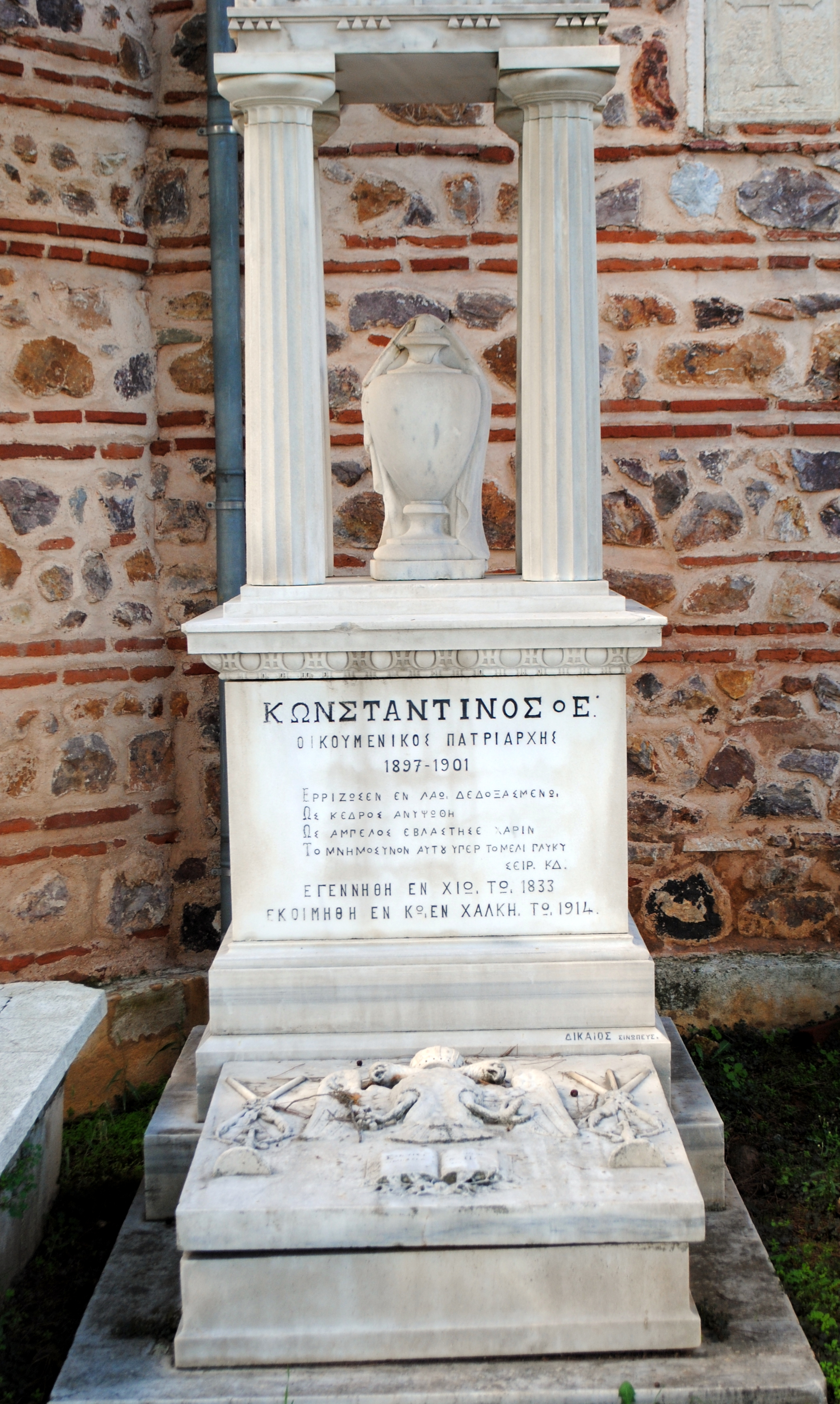
Graf van Constantijn V nabij de Theologische school, Heybeliada

Tijdens de Goede Week van 1901 eiste een groep metropolieten het ontslag van de patriarch. Op de ochtend van Goede Vrijdag 1901 werd een keizerlijk decreet ondertekend, waarmee hij werd afgezet. Hij vertrok naar Heybeliada, waar hij in 1914 overleed aan diabetes.